# Azzano San Paolo
Azzano San Paolo ist eine italienische Gemeinde in der Provinz Bergamo in der Region Lombardei mit 7600 Einwohnern (Stand 31. Dezember 2023).

## Geographie
Azzano San Paolos Nachbargemeinden sind Bergamo, Orio al Serio, Stezzano und Zanica.